# 城堡岛 (哥本哈根)

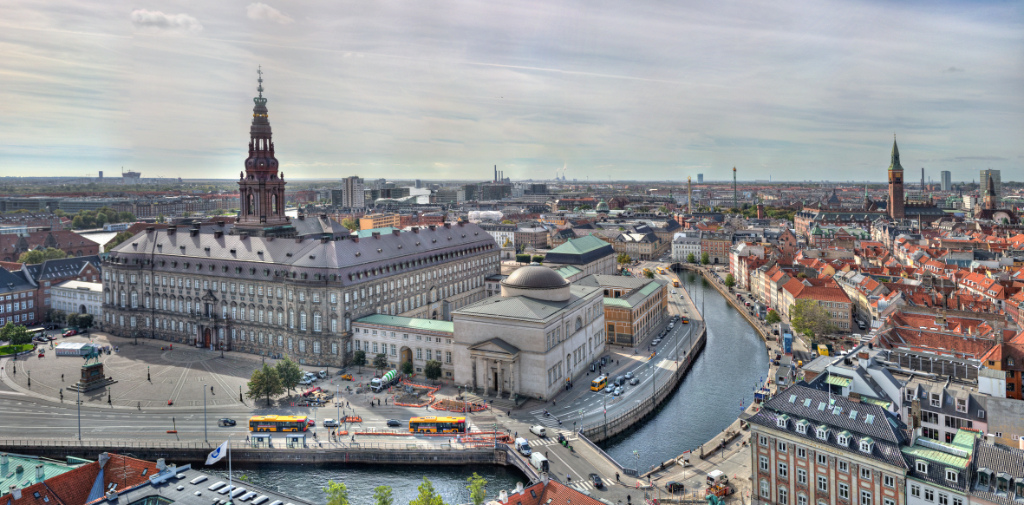
城堡岛

城堡岛（Slotsholmen）是丹麦哥本哈根的一个岛，哥本哈根内城的一部分。1166年至1167年，阿布萨隆主教在克里斯蒂安宫（今丹麦议会）的所在地，建造哥本哈根的第一座城堡。城堡岛上设有许多丹麦的中央机构。除了议会，还包括最高法院，首相办公室，财政部，以及旧股票交易中心，丹麦皇家图书馆。丹麦国家档案馆和几个博物馆也设在岛上。

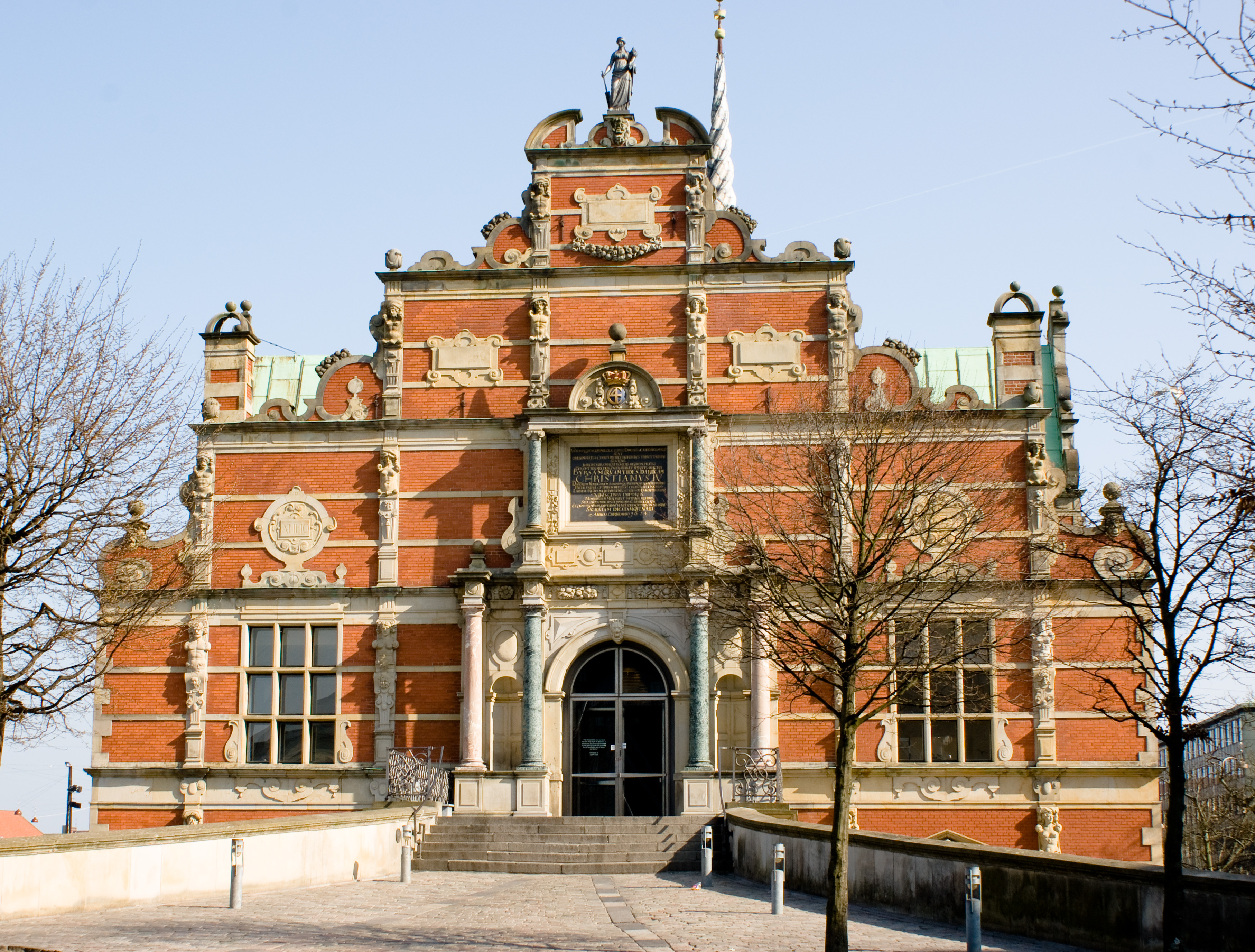
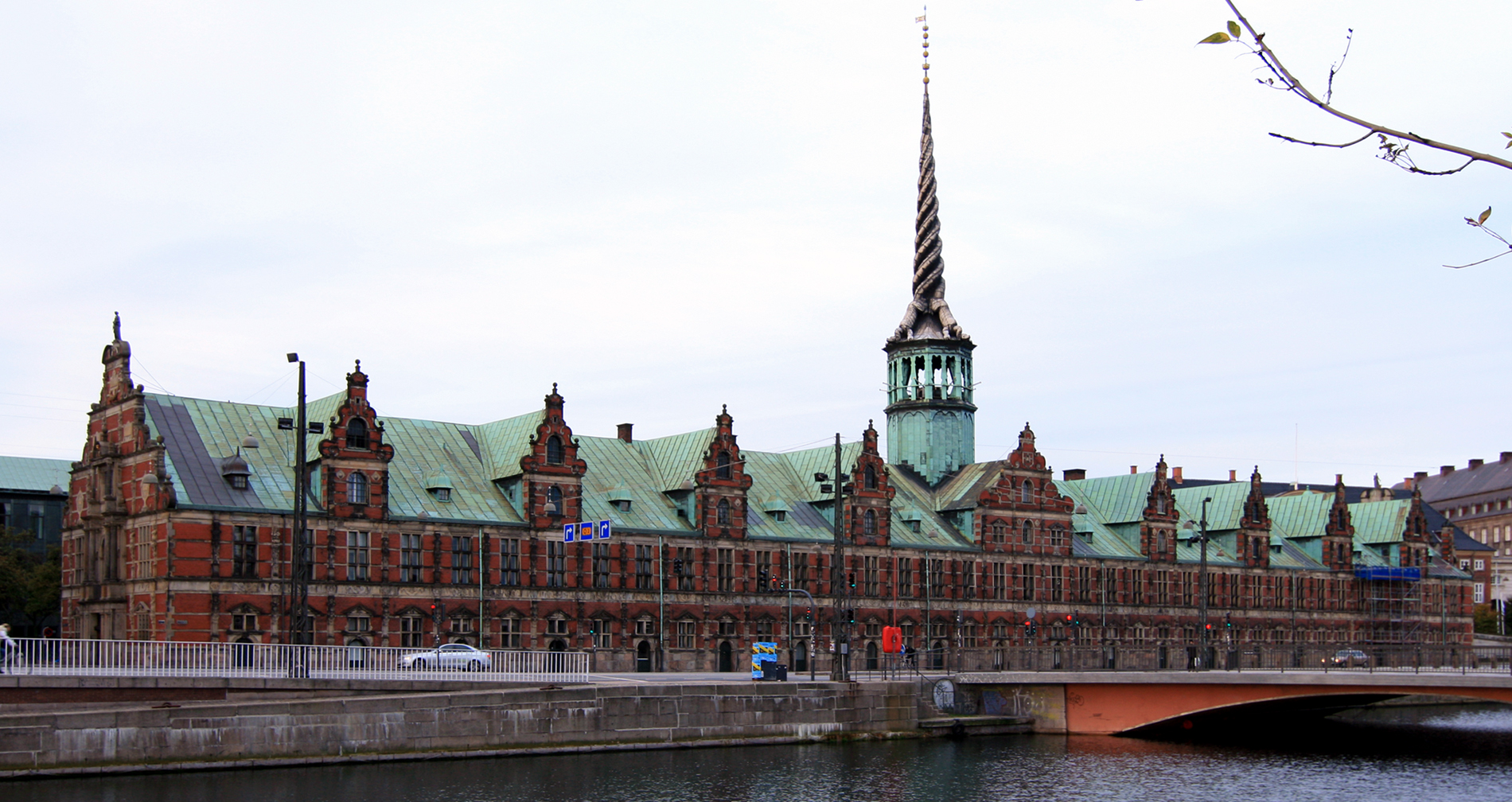
舊股票交易中心
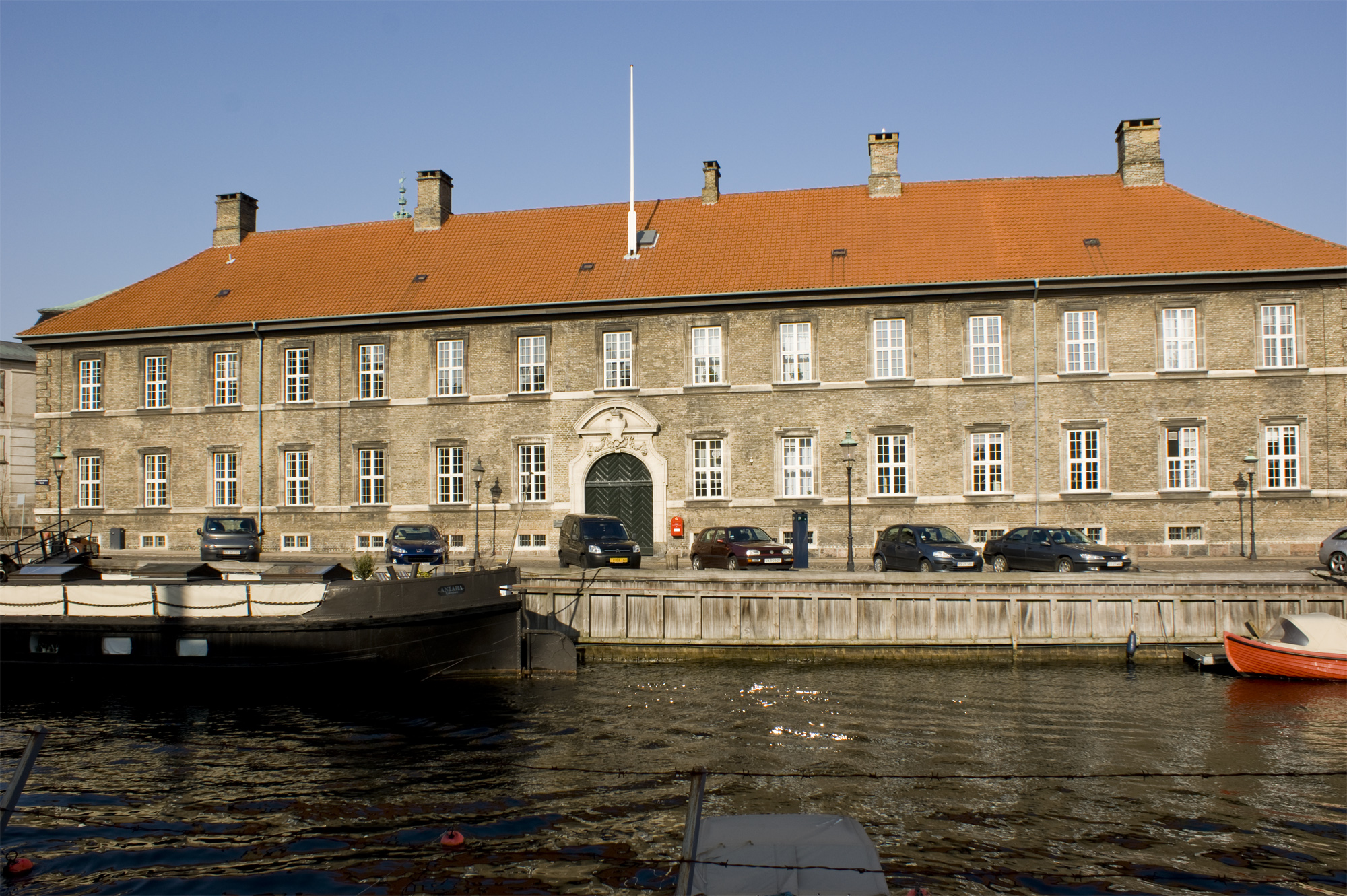
教育部
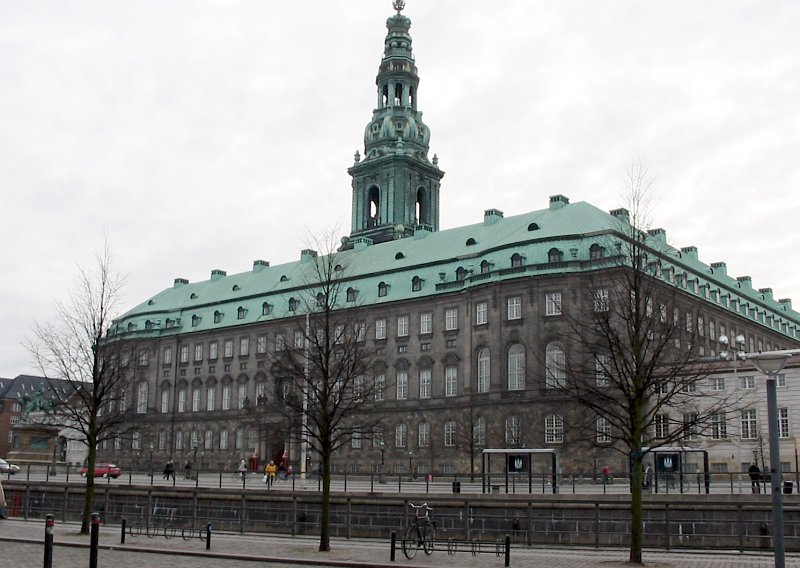
克里斯蒂安宫
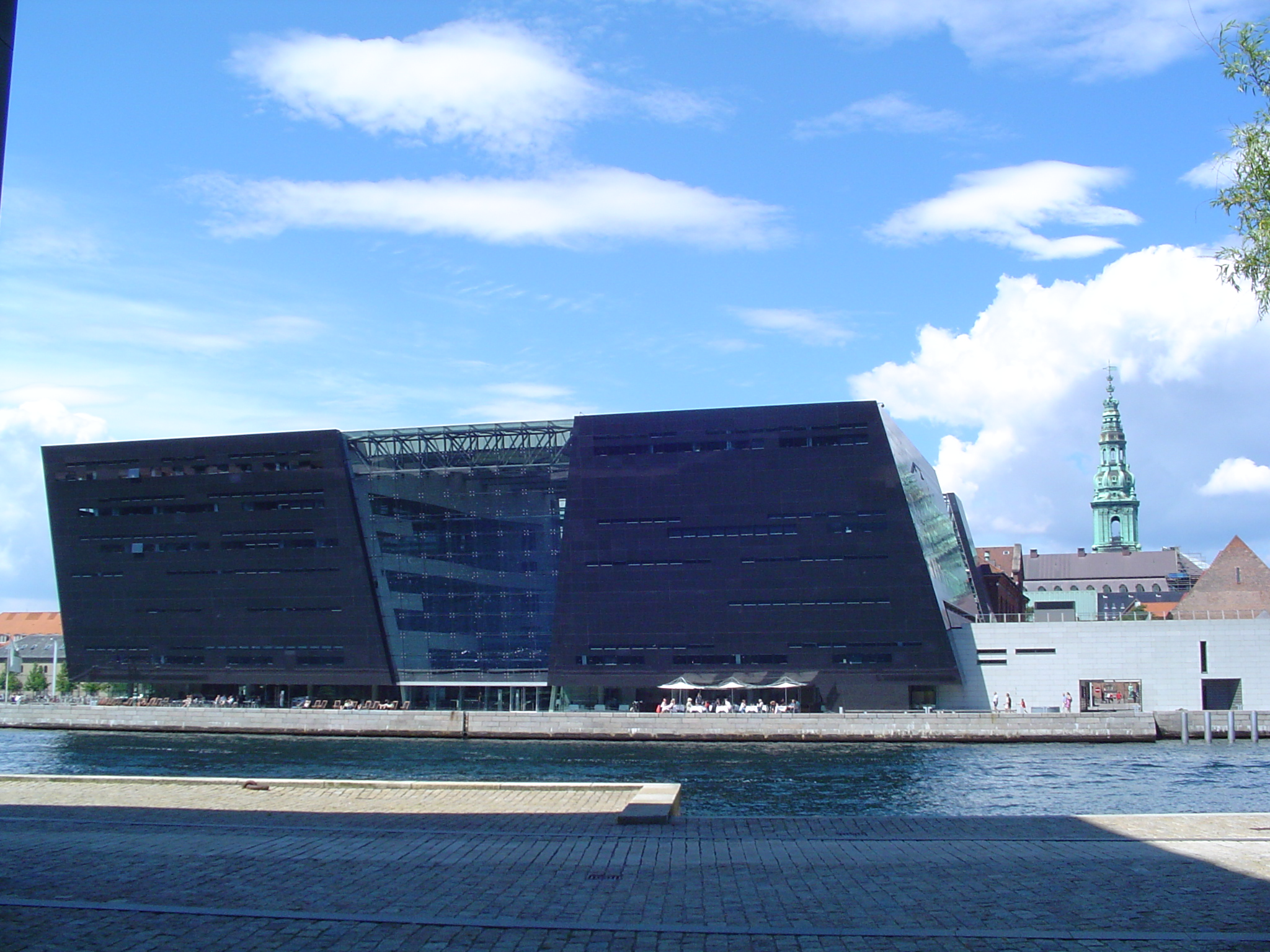
黑钻石